# Pararoncus uenoi
Espèce
Synonymes
- Roncus uenoi Morikawa, 1957

Pararoncus uenoi est une espèce de pseudoscorpions de la famille des Syarinidae.

## Distribution
Cette espèce est endémique du Japon.

## Systématique et taxinomie
Cette espèce a été décrite sous le protonyme Roncus uenoi par Morikawa en 1957. Elle est placée dans le genre Pararoncus par Ćurčić en 1979.

## Publication originale
- Morikawa, 1957 : Cave pseudoscorpions of Japan (II). Memoirs of Ehime University, Sect. II, sér. B, vol. 2, p. 357-365.